# Роуз Тремејн
Роуз Тремејн (енгл. Dame Rose Tremain; Лондон, 2. август 1943) је енглеска књижевница; романописац, ауторка кратких прича и бивши канцелар Универзитета Источне Англије. 

## Живот
Роуз Тремејн је рођена као Розмери Џејн Томсон 2. августа 1943. у Лондону од мајке Виоле Мабел Томсон и оца Кита Николаса Хоме Томсона.  Њен прадеда по оцу је Вилијам Томсон, који је био надбискуп Јорка од 1862. до 1890. године.
Образовала се у школи Френсис Холанд, школи Крофтон Грејнџ, Сорбони (1961–1962) и Универзитету Источне Англије (БА, енглеска књижевност). Касније је наставила да предаје креативно писање на Универзитету Источне Англије од 1988. до 1995. године, а 2013. је именована за канцелара. 
Удала се за Јона Тремејна 1971. године и добили су једну ћерку Елеанор, рођену 1972. године, која је постала глумица. Брак је трајао око пет година. Њен други брак, са позоришним редитељем Џонатаном Дадлијем, 1982. године, трајао је око девет година; а са Ричардом Холмсом је од 1992. Живи у Thorpe St Andrew-у близу Норич у Норфоку.   

## Писање
Њен утицај укључује Вилијама Голдинга, аутора Господара мува, и романа Габријела Гарсије Маркеза из 1967. 100 година самоће и стил магичног реализма. 
Она је историјски романописац који својим темама приступа „из неочекиваних углова, концентришући своју пажњу на негламурозне аутсајдере“.
Године 2009. донирала је кратку причу The Jester of Astapovo (Астаповски шаљивџија) Оксфамовом пројекту Ox-Tales, четири збирке прича из Велике Британије које је написало 38 аутора. Њена прича је објављена у збирци Земља. 
Постала је члан Краљевског књижевног друштва 1983. Већ командант Ордена Британске империје (ЦБЕ), Тремејн је именована за даму команданта Реда Британске империје (ДБЕ) у новогодишњим почастима 2020. за заслуге у писању.

## Награде и почасти
- (1984) - Награда Дилан Томас. [2]
- (1984) - Giles Cooper Award за Temporary Shelter (Привремено склониште) (радио драма)
- (1989) - Sunday Express књига године за Restoration (Рестаурација). [2]
- (1989) - Букерова награда, ужи избор за Restoration (Рестаурација).[11]
- (1992) - Меморијална награда Џејмса Тејта Блека за Sacred Country (Света земља) [2]
- (1994) - Prix Femina Étranger за Sacred Country (Света земља). [2]
- (1999) - Whitbread Award за Music and Silence (Музика и тишина). [2]
- (2008) - Женска награда за белетристику за The Road Home (Пут кући). [12]
- (2012) - Wellcome Trust Book Prize, ужи избор за Merivel: A Man of His Time (Меривел: Човек свог времена). [13]
- (2013) - Награда Валтера Скота за историјску фантастику, ужи избор за Merivel: A Man of His Time (Меривел: Човек свог времена). [14] [15]
- (2016) - Национална награда јеврејске књиге за The Gustav Sonata. [16]
- (2016) - Књижевна награда Коста (роман), ужи избор за The Gustav Sonata. [17]
- (2017) - Baileys Women’s Prize for Fiction, дуга листа за The Gustav Sonata. [18]
- (2017) - Награда Рибалов за The Gustav Sonata. [19]

## Изабрана библиографија

### Новеле
- Sadler's Birthday (Садлеров рођендан) (1976).
- Letter to Sister Benedicta (Писмо сестри Бенедикти) (1978).
- The Cupboard (1981).
- Journey to the Volcano (Путовање до вулкана) (1985).
- The Swimming Pool Season (Сезона базена) (1985).
- Restoration (Рестаурација) (1989).
- Sacred Country (Света земља) (1992).
- The Way I Found Her (Начин на који сам је нашао) (1997).
- Music and Silence (Музика и тишина) (1999).
- The Colour (Боја) (2003).
- The Road Home (Пут кући) (2008).
- Trespass (2010).
- Merivel: A Man of His Time (Меривел: Човек свог времена) (2012).
- The Gustav Sonata (Соната Густав) (2016).
- Islands of Mercy (Острва милосрђа) (2020).
- Lily: A Tale of Revenge (Лили: Прича о освети) (2021).
- Absolutely & Forever (Апсолутно и заувек) (2023).

### Збирке кратких прича
- The Colonel's Daughter and other stories (Пуковникова ћерка и друге приче) (1983).
- The Garden of the Villa Mollini and other stories (Врт виле Молини и друге приче) (1987).
- Evangelista's Fan and Other Stories (Евангелистина обожаватељица и друге приче) (1994).
- The Darkness of Wallis Simpson and other stories (Тама Волис Симпсон и друге приче) (2006).
- The American Lover (Амерички љубавник) (2014)

### За децу
- Journey to the Volcano (Путовање до вулкана) (1985).

### Мемоари
- Rosie: Scenes from a Vanished Life (Рози: Сцене из несталог живота')' (2018).